# Argenna obesa
Espèce
Synonymes
- Argenna aktia Chamberlin & Ivie, 1935
- Lathys hesperus Chamberlin, 1948

Argenna obesa est une espèce d'araignées aranéomorphes de la famille des Argyronetidae.

## Répartition
Cette espèce se rencontre aux États-Unis au Massachusetts, au New Hampshire, au Maine, au Connecticut, dans l'État de New York, au New Jersey, au Michigan, en Ohio, en Indiana, en Illinois, au Wisconsin, au Minnesota, au Colorado, en Utah, en Idaho et en Oregon et au Canada en Alberta, au Saskatchewan, au Manitoba, en Ontario, au Québec, au Nouveau-Brunswick, en Nouvelle-Écosse, sur l'Île-du-Prince-Édouard et à Terre-Neuve-et-Labrador,.

## Description

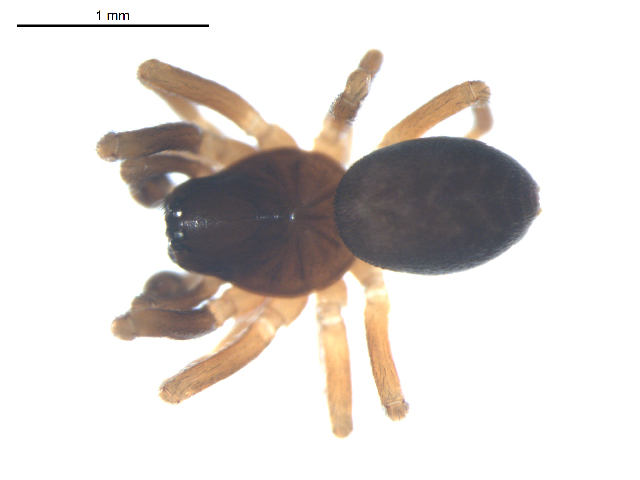
Argenna obesa

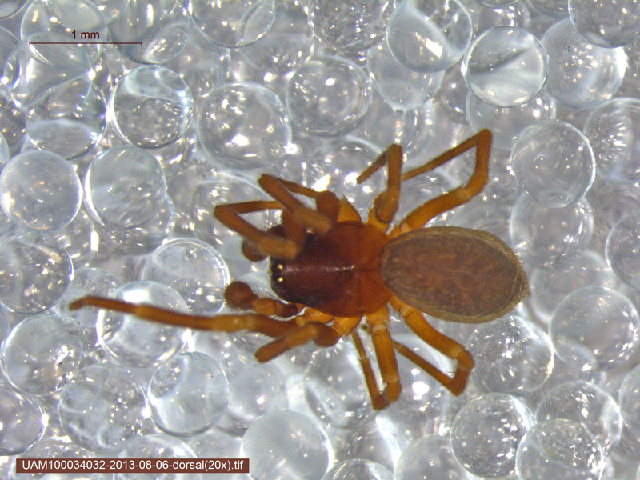
Argenna obesa

Les femelles syntypes mesurent de 2,5 à 3 mm.
Les mâles mesurent 2,2 mm en moyenne et les femelles 2,5 mm en moyenne, elles mesurent de 2,1 à 3,4 mm.

## Systématique et taxinomie
Cette espèce a été décrite par Emerton en 1911.
Argenna aktia et Lathys hesperus ont été placées en synonymie par Gertsch en 1955.

## Publication originale
- Emerton, 1911 : « New spiders from New England. » Transactions of the Connecticut Academy of Arts and Sciences, vol. 16, p. 383-407 (texte intégral).